# Mistrzostwa Świata w Kolarstwie Torowym 1895
3. Mistrzostwa Świata w Kolarstwie Torowym 1895 odbyły się w Kolonii, w Cesarstwie Niemieckim. Z programu mistrzostw zniknął wyścig na 10 km amatorów, a wprowadzono sprint oraz wyścig ze startu zatrzymanego zawodowców. Były to więc pierwsze mistrzostwa, w których startować mogli zawodowcy.

## Medaliści

### Mężczyźni
| Konkurencja                              | Złoto           | Srebro                      | Brąz          |
| ---------------------------------------- | --------------- | --------------------------- | ------------- |
| Sprint indywidualny amatorów             | Jaap Eden       | Christian Ingemann Petersen | Jean Schaaf   |
| Wyścig ze startu zatrzymanego amatorów   | Mathieu Cordang | Kees Witteveen              | Wilhelm Henie |
| Sprint indywidualny zawodowców           | Robert Protin   | George Banker               | Émile Huet    |
| Wyścig ze startu zatrzymanego zawodowców | Jimmy Michael   | Henri Luyten                | Hans Hofmann  |

## Klasyfikacja medalowa
| Miejsce | Państwo              |   |   |   | Razem |
| ------- | -------------------- | - | - | - | ----- |
| 1.      | Holandia             | 2 | 1 | 0 | 3     |
| 2.      | Belgia               | 1 | 1 | 1 | 3     |
| 3.      | Wielka Brytania      | 1 | 0 | 0 | 1     |
| 4.      | Dania                | 0 | 1 | 0 | 1     |
|         | Stany Zjednoczone    | 0 | 1 | 0 | 1     |
| 6.      | Cesarstwo Niemieckie | 0 | 0 | 2 | 2     |
| 7.      | Norwegia             | 0 | 0 | 1 | 1     |